# Død snø
Død snø - internationaal ook uitgebracht als Dead Snow - is een Noorse satirische horrorfilm uit 2009 onder regie van Tommy Wirkola. In de film wordt uitgebreid geknipoogd naar de cultfilms The Evil Dead en Brain Dead.

## Verhaal
Geneeskundestudenten Vegard (Lasse Valdal), Chris (Jenny Skavlan), Erlend (Jeppe Laursen) en Martin (Vegar Hoel) rijden samen met medestudentes Liv (Evy Kasseth Rosten), Hanna (Charlotte Frogner) en haar nichtje Chris (Jenny Skavlan) naar een vakantiehuisje dat afgelegen in de besneeuwde bergen van Øksfjord staat. Dat mogen ze een weekendje gebruiken van de ouders van Vegards vriendin Sara (Ane Dahl Torp), die heeft afgesproken om wat later per ski te komen. De groep weet nog niet dat zij in het nabije bos vermoord is nog voor zij aankomen. Wanneer de groep zo dichtbij is gekomen als met de auto's mogelijk is, gaat Vegard met een sneeuwscooter vooruit om het huisje vast warm te stoken. De andere zes moeten nog drie kwartier door de sneeuw banjeren voor ze er zijn.
's Avonds klopt er een bezoeker (Bjørn Sundquist) aan de voordeur die om een kop koffie komt vragen. Hij vertelt ze de geschiedenis van Øksfjord. Hij legt uit dat het plaatsje een belangrijk gebied was voor de nazi's tijdens de Tweede Wereldoorlog. Een 300-koppige eenheid met de codenaam Einsatz voerde er een terreurregime onder leiding van de sadistische Oberst Herzog. Toen de Russen er tegen het einde van de oorlog aankwamen, pikte de bevolking het gedrag van Einsatz niet meer'. Bewapend met allerlei landbouwwerktuigen namen ze wraak door bijna de hele nazi-eenheid af te slachten. Alleen Herzog en zijn trouwste vazal ontkwamen door de besneeuwde bergen in te vluchten. Er is nooit meer iets van de mannen vernomen en aangenomen wordt dat ze doodvroren, maar in het gebied is het sindsdien niet pluis.
De groep studenten neemt het verhaal niet serieus en lacht erom. Nadat de bezoeker vertrokken is, wordt hij niettemin 's nachts in zijn tent aangevallen en afgeslacht. Omdat Sara er de volgende morgen nog niet is, gaat Vegard haar op de sneeuwscooter zoeken. Hij treft de bezoeker van de vorige avond dood aan in zijn tent met zijn ingewanden uit hem gescheurd. Een stukje verder zakt hij door de sneeuw een tunnelsysteem onder de grond in. Erlend zoekt intussen naar blikjes bier in het huisje. Hij treft in het koelvak onder de vloer een kistje gevuld met goud uit de jaren 40 aan. Afgesproken wordt om te wachten tot Sara er is en haar dan het doosje te geven, maar Martin laat stiekem toch een gouden munt in zijn broekzak glijden.
Erlend gaat naar het toilet in het wc-huisje buiten en wordt daar verrast door Chris, die hem nakomt om seks met hem te hebben. Nadien gaat hij als eerste alleen terug naar het vakantiehuisje. Daardoor krijgt hij niet mee dat Chris in het toilethok wordt vermoord. Vegard vindt in de tunnel waarin hij is beland het afgehakte hoofd van Sara. Dan wordt hij door iets ongeziens de tunnel uitgegooid, de sneeuw in. Hij ziet buiten dat hij is aangevallen door een dode nazisoldaat die terug is gekomen als zombie en hem nakomt. Vegard denkt met hem af te rekenen in een gevecht, maar krijgt dan meer nazizombies achter zich aan en de eerste staat ook weer op. Hanna hoorde Chris schreeuwen voor ze werd vermoord. De jongens kunnen in eerste instantie geen spoor van onraad vinden buiten. Eenmaal terug in het huisje grijpen twee armen Erlend dwars door het raam heen en scheuren hem aan stukken. Een belegering van het huisje door steeds meer de dood verrezen nazisoldaten begint.

## Verwijzingen naarThe Evil Dead
- Evenals in The Evil Dead gaat een groep jongelui naar een afgelegen vakantiehuisje in de bossen, waar ze iets doen (in Død snø nazigoud uit een daar gevonden kistje halen) dat het bovennatuurlijke kwaad doet opstaan uit de dood om het huisje vanuit alle richtingen te belegeren.
- Martin komt op zeker moment in opstand tegen de hordes zombies en gaat ze met een draaiende kettingzaag te lijf, evenals Ash (Bruce Campbell) in The Evil Dead.
- Nadat Martin gebeten wordt door een zombie, zaagt hij zijn onderarm af, evenals Ash in The Evil Dead.
- Net als in The Evil Dead gaat in Død snø één lid van de aangevallen groep alleen het bos in om iets te zoeken.

## Rolverdeling
- Vegar Hoel - Martin
- Stig Frode Henriksen - Roy
- Charlotte Frogner - Hanna
- Lasse Valdal - Vegard
- Evy Kasseth Røsten - Liv
- Jeppe Laursen - Erlend
- Jenny Skavlan - Chris
- Ane Dahl Torp - Sara
- Bjørn Sundquist - De bezoeker
- Ørjan Gamst - Herzog